# Entertainer of the Year
Entertainer of the Year — 22-й студийный альбом американской кантри-певицы Конвея Твитти и Лоретты Линн, выпущенный 26 февраля 1973 года на лейбле MCA Records. Это был первый альбом Линн с MCA после объединения Decca с лейблом MCA. Продюсером был Оуэн Брэдли.
Этот альбом был назван Entertainer of the Year после того, как Линн в прошлом году получила награду в категории «Entertainer of the Year» от ассоциации Country Music Association, став первой женщиной, получившей эту награду.

## История
Релиз диска состоялся 26 февраля 1973 года на лейбле MCA Records.
Альбом получил умеренные отзывы музыкальных критиков и интернет-изданий.
В обзоре, опубликованном в номере журнала Billboard от 10 марта 1973 года, говорится: «Одна из самых замечательных вещей в этом альбоме — это его способность продемонстрировать мисс Линн как блюзовую певицу. В некоторых композициях её блюз превосходен. Здесь больше сторон Лоретты, чем мы привыкли, и они хороши». В обзоре также отмечены «Hanky Panky Woman», «I’m All He’s Got» и «Possessions» как лучшие композиции на альбоме.
Журнал Cashbox опубликовал обзор в выпуске от 17 марта 1973 года, в котором говорилось: "Хотя последний альбом Лоретты назван в честь её недавней награды в области музыки кантри, не будет преувеличением сказать, что она — артистка любого года. Этот альбом продолжает её уже сложившуюся прекрасную традицию записи лучшего доступного кантри-материала и представления его стильно и изящно, как может только она. Включая её нынешний хит, «Rated «X»», «Legend in My Mind», «Hanky Panky Woman» и «Possessions». Несомненный победитель в категории Entertainer of the Year".

## Список композиций
| №  | Название                            | Автор(ы)                  | Дата записи     | Длительность |
| -- | ----------------------------------- | ------------------------- | --------------- | ------------ |
| 1. | «Rated "X"»                         | Loretta Lynn              | 24 августа 1971 | 2:37         |
| 2. | «Till the Pain Outwears the Shame»  | Wiley J. Smith            | 21 августа 1972 | 2:40         |
| 3. | «Ruby, Madge and Mable»             | Dallas Frazier A.L. Owens | 21 августа 1972 | 2:37         |
| 4. | «Legend in My Mind»                 | Paul Richey Theresa Beaty | 25 апреля 1972  | 2:52         |
| 5. | «Ain't It Funny»                    | Tracey Lee                | 12 декабря 1972 | 2:43         |
| 6. | «Yesterday Will Come Again Tonight» | Glenn Ray Jermiah Stone   | 12 декабря 1972 | 2:45         |

| №  | Название                                    | Автор(ы)                        | Дата записи     | Длительность |
| -- | ------------------------------------------- | ------------------------------- | --------------- | ------------ |
| 1. | «Hanky Panky Woman»                         | Jim Owen Lois Johnson           | 19 августа 1970 | 2:46         |
| 2. | «I'm All He's Got (But He's Got All of Me)» | Wiley J. Smith                  | 12 декабря 1972 | 2:27         |
| 3. | «I'm Paying for My Raising»                 | Doris Hutchins Harold J. Norrid | 21 августа 1972 | 2:00         |
| 4. | «Possessions»                               | Martha Baker S. Burnett         | 12 декабря 1972 | 2:29         |
| 5. | «I Need Someone to Hold Me (When I Cry)»    | Raymond A. Smith                | 12 декабря 1972 | 2:23         |

## Позиции в чартах

### Альбом
| Чарт (1973)                      | Высшая позиция |
| -------------------------------- | -------------- |
| США Hot Country LP’s (Billboard) | 1              |

### Синглы
| Название    | Год  | Высшая позиция | Высшая позиция |
| Название    | Год  | US Country     | CAN Country    |
| ----------- | ---- | -------------- | -------------- |
| «Rated «X»» | 1972 | 1              | 1              |